# Седан
Вижте пояснителната страница за други значения на Седан.
Седа̀н (на френски: Sedan) е град във Франция, регион Гранд Ест, департамент Арден, окръг Седан. Известен е с битката при Седан през 1870 - една от най-важните във Френско-пруската война. През него преминава река Маас.

## Разположение
Градът се намира на полуостров, създаден от меандър на река Маас. Разстоянието до белгийската граница е едва 10 км, а до Париж – около 200 км.

## История
Създаден е през 1424. През 16 век той е убежище за хугенотски бежанци от Религиозните войни във Франция. След 1651 Седан, тогава издигнал се до статут на княжество, е принадлежност на династията Ла Тур д'Оверн. Нейният най-известен представител е маршал Анри дьо Тюрен, който помогнал на Франция да разбие Свещената римска империя в битката при Марфе, част от Тридесетгодишната война. По време на Френско-пуската война, на 2 септември 1870, пруските войски вземат 100 000 френски пленници, сред които и император Наполеон III, в битката при Седан. След тази победа, през 1871, Вторият Райх прави 2 септември национален празник, кръстен „ден на Седан“ (на немски: Sedantag). Този ден е такъв до 1919. По време на Втората световна война немската армия навлиза откъм Белгия в Седан, за да атакува линията „Мажино“.

## Забележителности

### Седански замък
Днес Седан е известен със своя замък, един от най-големите в Европа с площ 30 000 м2 със седем нива. Строежът му започва през 1424 г. и защитата му е подобрявана през вековете. През Средновековието той е единственото укрепление в града.

### Други забележителности
- Седанска ботаническа градина (на френски: Jardin botanique de Sedan)

## Икономика
По времето на кардинал Мазарини в града се заражда текстилна индустрия, развила се през 19 век. Един от най-често срещаните видове автомобили - седан е наречен на града.

## Личности
- Родени в Седан
  - Анри дьо Тюрен (1611-1675), френски маршал
  - Жак Макдоналд (1765-1840), френски маршал
  - Шарл Боден (1792-1854), адмирал
  - Рено Гуйон (1876-1963), юрист
  - Ив Конгар (1904-1995), френски доминикански свещеник и теолог
  - Пиер Картие (р. 1932), френски математик
  - Яник Ноа (р. 1960), френски тенисист, певец и артист
  - Бенджамин Лемер (р. 1985), актьор и режисьор
  - Ане Дешам (р. 1988), бегачка на дълги разстояния

## Побратимени градове
- Айзенах, Германия (от 1991 г.)